# مقاطعة غرانت (أوريغون)
مقاطعة غرانت (بالإنجليزية: Grant County)‏ هي إحدى مقاطعات ولاية أوريغون في الولايات المتحدة الأمريكية.